# Podstolice (stacja kolejowa)
Podstolice – węzłowa stacja kolejowa na 262 kilometrze linii nr 3 Warszawa Zachodnia – Kunowice w Podstolicach (województwo wielkopolskie). 

## Ruch pasażerski[2]
| Rok  | Wymiana pasażerska na dobę |
| ---- | -------------------------- |
| 2017 | 50-99                      |
| 2018 | 100-149                    |
| 2019 | 100-149                    |
| 2020 | 50-99                      |
| 2021 | 50-99                      |
| 2022 | 100-149                    |
| 2023 | 150-199                    |

## Charakterystyka
Na tej stacji łączy się magistrala E-20 z dwutorową linią nr 808 z Wrześni. Stacja ta została węzłową w 1977 roku, kiedy wybudowano dwutorowy szlak z Sokołowa. Stacja kolejowa w Podstolicach posiada 6 torów głównych, jeden boczny oraz rampę. Znajduje się tam jeden dwukrawędziowy wysoki peron wyspowy. Z budynku zlokalizowanym przy drodze prowadzi na peron przejście w poziomie szyn. Zatrzymują się przy nim pociągi osobowe Kolei Wielkopolskich w kierunku Poznania, Nowego Tomyśla, Zbąszynka oraz w przeciwnym w kierunku Wrześni, Konina, Koła czy Kutna. Peron znajduje się przy torach głównych dodatkowych nr 6 i 8. Ruchem pociągów kieruje nastawnia „Pd”. Nastawnia obsługuje również rogatki na przejeździe kolejowo-drogowym w zachodniej części stacji.